# 天津滨海新区海鲜美食街
天津滨海新区海鲜美食街又称鲤鱼门美食街，是一条坐落在天津市滨海新区的特色海鲜餐饮街区。位于原汉沽中心渔港经二路以西，平水五路以北。一期规划总占地面积61079平方米，于2010年6月16日营业。

## 建筑规划
天津滨海新区海鲜美食街坐落于汉沽中心渔港休闲港湾区，周边拥有14个海域作业港区、冷库群、大型水产品市场和水产品加工基地。其中，规划总占地面积9.7万平方米，总建筑面积47930平方米，由天津滨海新区建设投资集团投资建设，其中沿街建筑包括四合院、海鲜市场、观海楼、大餐厅、渔家小院、沿街商铺、临海大排档、步行街休闲广场及停车场等。